# Saint-Médard, Pyrénées-Atlantiques
Saint-Médard là một xã thuộc tỉnh Pyrénées-Atlantiques trong vùng Nouvelle-Aquitaine miền tây nam nước Pháp.